# Cantonul Châteauneuf-sur-Loire
Cantonul Châteauneuf-sur-Loire este un canton din arondismentul Orléans, departamentul Loiret, regiunea Centru, Franța.

## Comune
- Bouzy-la-Forêt
- Châtenoy
- Châteauneuf-sur-Loire (reședință)
- Combreux
- Fay-aux-Loges
- Germigny-des-Prés
- Saint-Aignan-des-Gués
- Saint-Denis-de-l'Hôtel
- Saint-Martin-d'Abbat
- Seichebrières
- Sury-aux-Bois
- Vitry-aux-Loges